# 安娜劳斯·拉梅尔茨
安娜劳斯·拉梅尔茨（荷蘭語：Annelous Lammerts，1993年11月1日—），生于罗卡涅，荷兰女子帆船运动员，她曾代表国家参加2024年夏季奥林匹克运动会，获得女子风筝板铜牌。